# Alessandro Tonucci
Alessandro Tonucci (Fano, 23 de abril de 1993) es un piloto de motociclismo italiano. Estuvo compitiendo de manera regular en el Campeonato del Mundo de Motociclismo entre 2009 y 2016.

## Resultados

### Carreras por año
(Carreras en negrita indica pole position, carreras en cursiva indica vuelta rápida)
| Año  | Clase | Moto      | 1       | 2      | 3       | 4       | 5       | 6      | 7      | 8      | 9       | 10      | 11      | 12      | 13     | 14      | 15      | 16     | 17      | 18      | Pos. | Pts. |
| ---- | ----- | --------- | ------- | ------ | ------- | ------- | ------- | ------ | ------ | ------ | ------- | ------- | ------- | ------- | ------ | ------- | ------- | ------ | ------- | ------- | ---- | ---- |
| 2009 | 125cc | Aprilia   | QAT -   | JPN -  | SPA -   | FRA -   | ITA 26  | CAT -  | NED -  | GER -  | GBR -   | CZE 23  | IND -   | RSM 29  | POR -  | AUS -   | MAL -   | VAL -  |         |         | NC   | 0    |
| 2010 | 125cc | Aprilia   | QAT -   | SPA -  | FRA -   | ITA 18  | GBR -   | NED -  | CAT -  | GER -  | CZE 18  | IND -   | RSM 20  | ARA -   | JPN -  | MAL -   | AUS -   | POR 13 | VAL -   |         | 26.º | 3    |
| 2011 | 125cc | Aprilia   | QAT 22  | SPA 19 | POR DNS | FRA 26  | CAT 29  | GBR 20 | NED 23 | ITA 20 | GER 25  | CZE 19  | IND 23  | RSM 17  | ARA 14 | JPN 10  | AUS 16  | MAL 15 | VAL 13  |         | 25.º | 12   |
| 2012 | Moto3 | FTR Honda | QAT Ret | SPA 11 | POR 18  | FRA 14  | CAT 28  | GBR 16 | NED 22 | GER 16 | ITA 16  | IND 15  | CZE 10  | RSM 17  | ARA 12 | JPN 3   | MAL 17  | AUS 7  | VAL 14  |         | 18.º | 45   |
| 2013 | Moto3 | Honda     | QAT 18  | AME 18 | SPA 18  |         |         |        |        |        |         |         |         |         |        |         |         |        |         |         | 26.º | 6    |
| 2013 | Moto3 | FTR Honda |         |        |         | FRA 14  | ITA Ret | CAT 16 | NED 25 | GER 26 | IND Ret | CZE 12  | GBR Ret | RSM 16  | ARA 27 | MAL DNS | AUS -   | JPN -  | VAL -   |         | 26.º | 6    |
| 2014 | Moto3 | Mahindra  | QAT 21  | AME 16 | ARG 13  | SPA 18  | FRA Ret | ITA 7  | CAT 13 | NED 26 | GER 16  | IND Ret | CZE 21  | GBR 22  | RSM 18 | ARA Ret | JPN 15  | AUS 14 | MAL 14  | VAL 21  | 19.º | 20   |
| 2015 | Moto3 | Mahindra  | QAT 25  | AME 21 | ARG 25  | SPA Ret | FRA Ret | ITA 19 | CAT 17 | NED 21 | GER 24  | IND 16  | CZE 25  | GBR Ret | RSM 22 | ARA 23  | JPN Ret | AUS 16 | MAL DNS | VAL Ret | NC   | 0    |
| 2016 | Moto2 | Kalex     | QAT 21  | ARG 27 | AME 24  | SPA 19  | FRA 22  | ITA 25 | CAT -  | NED -  | GER -   | AUT -   | CZE -   | GBR -   | RSM -  | ARA -   | JPN -   | AUS -  | MAL -   | VAL -   | NC   | 0    |